# Hội đồng Nhà nước (Việt Nam)
Hội đồng Nhà nước, theo Hiến pháp Việt Nam năm 1980, "là cơ quan cao nhất, hoạt động thường xuyên của Quốc hội, là chủ tịch tập thể của nước Cộng hòa Xã hội chủ nghĩa Việt Nam". Hiến pháp năm 1980 đã "sáp nhập" hai chức năng của Ủy ban thường vụ quốc hội với chức năng của Chủ tịch nước vào một cơ quan duy nhất là Hội đồng Nhà nước.

## Chức năng
Hội đồng Nhà nước có chức năng sau:
- Tuyên bố và chủ trì việc bầu cử đại biểu Quốc hội.
- Triệu tập các kỳ họp của Quốc hội.
- Công bố luật.
- Ra pháp lệnh.
- Giải thích Hiến pháp, luật và pháp lệnh.
- Quyết định việc trưng cầu ý kiến nhân dân.
- Giám sát công tác của Hội đồng Bộ trưởng, của Toà án Nhân dân Tối cao và của Viện trưởng Viện Kiểm sát Nhân dân Tối cao.
- Đình chỉ việc thi hành và sửa đổi hoặc bãi bỏ những nghị quyết, nghị định, quyết định của Hội đồng bộ trưởng trái với Hiến pháp, luật và pháp lệnh.
- Giám sát và hướng dẫn hoạt động của Hội đồng Nhân dân các cấp, nhằm phát huy chức năng cơ quan đại biểu nhân dân của Hội đồng nhân dân.
- Sửa đổi hoặc bãi bỏ những nghị quyết không thích đáng của các Hội đồng Nhân dân tỉnh, thành phố trực thuộc trung ương và cấp tương đương; giải tán các Hội đồng nói trên trong trường hợp các Hội đồng đó làm thiệt hại nghiêm trọng đến quyền lợi của nhân dân.
- Trong thời gian Quốc hội không họp, quyết định việc thành lập hoặc bãi bỏ các bộ, các Ủy ban Nhà nước.
- Trong thời gian Quốc hội không họp, cử và bãi miễn các Phó Chủ tịch Hội đồng bộ trưởng, các bộ trưởng, các chủ nhiệm Ủy ban Nhà nước.
- Cử và bãi miễn các Phó Chánh án, thẩm phán và hội thẩm nhân dân của Toà án nhân dân tối cao; cử và bãi miễn các Phó Viện trưởng và kiểm sát viên Viện kiểm sát nhân dân tối cao.
- Bổ nhiệm, bãi miễn và triệu hồi các đại diện toàn quyền ngoại giao của nước Cộng hoà xã hội chủ nghĩa Việt Nam ở nước ngoài và ở các tổ chức quốc tế.
- Tiếp nhận các đại diện toàn quyền ngoại giao của nước ngoài.
- Phê chuẩn hoặc bãi bỏ những hiệp ước quốc tế, trừ trường hợp xét thấy cần trình Quốc hội quyết định.
- Quy định hàm và cấp quân sự, ngoại giao và những hàm và cấp khác.
- Quy định và quyết định việc tặng thưởng huân chương, huy chương và danh hiệu vinh dự Nhà nước.
- Quyết định đặc xá.
- Trong thời gian Quốc hội không họp, tuyên bố tình trạng chiến tranh khi nước nhà bị xâm lược.
- Quyết định việc tổng động viên hoặc động viên cục bộ, việc giới nghiêm trong toàn quốc hoặc từng địa phương.

## Tổ chức
Hội đồng Nhà nước gồm 1 Chủ tịch Hội đồng Nhà nước, các Phó Chủ tịch Hội đồng Nhà nước và các Ủy viên Hội đồng Nhà nước. Những vị trí này đều do Quốc hội Việt Nam bầu ra từ các đại biểu quốc hội.
Chủ tịch Hội đồng Nhà nước thống lĩnh các lực lượng vũ trang nhân dân toàn quốc và giữ chức vụ Chủ tịch Hội đồng Quốc phòng.
Số lượng Phó Chủ tịch Hội đồng và Ủy viên Hội đồng do Quốc hội quyết định.
Nhiệm kỳ của Hội đồng Nhà nước theo nhiệm kỳ của Quốc hội.

## Giải tán
Chế định Hội đồng Nhà nước không còn được tiếp tục từ năm 1992 và được thay thế trở lại bằng thiết chế Chủ tịch Nước và Ủy ban Thường vụ Quốc hội như cũ tại kỳ Quốc hội khóa IX.

## Chủ tịch Hội đồng Nhà nước (1981-1992)
| STT                                      | Chân dung                                | Họ và tên                                | Nhiệm kỳ                                 | Nhiệm kỳ                                 | Thời gian tại nhiệm                      | Đảng phái                                | Ghi chú                                  | Bầu cử                                   |
| STT                                      | Chân dung                                | Họ và tên                                | Bắt đầu                                  | Kết thúc                                 | Thời gian tại nhiệm                      | Đảng phái                                | Ghi chú                                  | Bầu cử                                   |
| Chủ tịch Hội đồng Nhà nước (1981 – 1992) | Chủ tịch Hội đồng Nhà nước (1981 – 1992) | Chủ tịch Hội đồng Nhà nước (1981 – 1992) | Chủ tịch Hội đồng Nhà nước (1981 – 1992) | Chủ tịch Hội đồng Nhà nước (1981 – 1992) | Chủ tịch Hội đồng Nhà nước (1981 – 1992) | Chủ tịch Hội đồng Nhà nước (1981 – 1992) | Chủ tịch Hội đồng Nhà nước (1981 – 1992) | Chủ tịch Hội đồng Nhà nước (1981 – 1992) |
| ---------------------------------------- | ---------------------------------------- | ---------------------------------------- | ---------------------------------------- | ---------------------------------------- | ---------------------------------------- | ---------------------------------------- | ---------------------------------------- | ---------------------------------------- |
| 3                                        |                                          | Trường Chinh (1907 – 1988)               | 4 tháng 7 năm 1981                       | 18 tháng 6 năm 1987                      | 5 năm, 349 ngày                          | Đảng Cộng sản Việt Nam                   |                                          | 7 (1981)                                 |
| 4                                        |                                          | Võ Chí Công (1912 – 2011)                | 18 tháng 6 năm 1987                      | 23 tháng 9 năm 1992                      | 5 năm, 97 ngày                           | Đảng Cộng sản Việt Nam                   |                                          | 8 (1987)                                 |